# 마링가 FC
마링가 FC(브라질 포르투갈어: Maringá Futebol Clube 마링가 푸테볼 클루브)는 브라질 파라나주 마링가를 연고로 하는 브라질의 축구단이다. 2010년 7월 7일에 창단되었다.

## 선수 명단

### 현역
참고: FIFA 자격 규정에 따라 소속된 국가대표팀 국기를 표시합니다. 선수는 복수의 FIFA 비회원국 국적을 가지고 있을 수 있습니다.
| 번호 | 포지션 | 국적 | 이름 |
| ---- | ------ | ---- | ---- |

| 번호 | 포지션 | 국적 | 이름   |
| ---- | ------ | ---- | ------ |
| -    | FW     |      | 칼라니 |

## 역대 감독
| 감독        | 임기 |
| ----------- | ---- |
| 바우두 필류 | 2011 |